# Сущево (Калужская область)
Сущево— деревня в Малоярославецком муниципальном районе Калужской области. Входит в сельское поселение «Деревня Берёзовка».

## География
Расположена на берегу левом берегу речки Дорогилка. Рядом — Кириллово, Якушево.

## История
В 1782 году деревни Рябцова и Сущева во владении Коллегии экономии, ранее Боровского Пафнутьева монастыря.
В 1891 году входила в Бабичевскую волость.

## Население
| 2002 | 2010 |
| ---- | ---- |
| 4    | ↘3   |